# U Prašného mostu
Ulice U Prašného mostu na Hradčanech v Praze je nazvána podle bývalého Prašného mostu (v současnosti násep), kterou vede jediná přístupová cesta na Pražský hrad ze severní strany. Most vedl přes Jelení příkop a potok Brusnici, který je teď veden tunelem pro pěší v náspu. Přibližně v polovině ulice je zastávka tramvaje s názvem "Pražský hrad" tramvajové tratě postavené začátkem 20. století.

## Historie a názvy
V roce 1536 na přístup k hradu ze severu byl postaven dřevěný most, který vyhořel a v roce 1541 postavili kamenný. Jelení příkop byl v roce 1769 rozdělen na Dolní a Horní sypaným valem s tunelem pro potok Brusnice. Zděný most měl střechu, pod kterou se usazoval prach a z toho byly odvozeny názvy ulice
- původně "Za Prašným mostem"
- prameny z 18. století uvádějí název "Prašnomostecká"
- od roku 1870 se používá současný název "U Prašného mostu".[2]

## Budovy, firmy a instituce
- restaurace Lví dvůr – U Prašného mostu 6, renesanční budova z roku 1581[3]
- Jízdárna Pražského hradu – U Prašného mostu 3 a 7[4]
- Ministerstvo obrany